# Suchowola (powiat zamojski)
Suchowola – wieś w Polsce, położona w województwie lubelskim, w powiecie zamojskim, w gminie Adamów, na skraju Roztocza.
W latach 1954–1972 wieś należała a w latach 1954-1959 oraz 1962-1972 była siedzibą władz gromady Suchowola. W latach 1975–1998 wieś należała administracyjnie do województwa zamojskiego.
Wieś jest sołectwem w gminie Adamów. Według Narodowego Spisu Powszechnego z roku 2011 wieś liczyła 1005 mieszkańców i była największą co do liczby ludności miejscowością gminy.
Wieś jest siedzibą rzymskokatolickiej parafii Przemienienia Pańskiego w Suchowoli.

## Położenie
Sąsiadujące wioski: Feliksówka, Rachodoszcze i Żyznów, Suchowola-Kolonia, Hutków, Grabnik, Potoczek.
Najbliższe miasta – Krasnobród – 7 km, Zamość – 15 km.

## Części wsi
| SIMC    | Nazwa       | Rodzaj    |
| ------- | ----------- | --------- |
| 0885300 | Doły        | część wsi |
| 0885317 | Kąty        | część wsi |
| 0885323 | Kolonia     | część wsi |
| 0885330 | Pasterniki  | część wsi |
| 0885346 | Ulica       | część wsi |
| 0885352 | Wydmuchówka | część wsi |
| 0885369 | Zakościół   | część wsi |
| 0885375 | Zastaw      | część wsi |

## Historia miejscowości
Suchowola zajmuje obszar wchodzący niegdyś w skład włości szczebrzeskiej. Miejscowość powstała zapewne na początku XV wieku i należała wówczas do rodziny Lipskich. W 2 poł. XVII wieku wieś weszła w skład dóbr krasnobrodzkich, będących w posiadaniu hr. Tarnowskich. Mieszkali w niej Polacy i Rusini.
Według spisu z 1827 r. wieś liczyła 88 domów i 550 mieszkańców. W l poł. XIX w. istniała tu karczma, która w 1845 r. uzyskała patent na dalszy handel alkoholem. Wówczas miejscowość należała do gminy Krasnobród. Pod koniec XIX w. Suchowola była własnością T. Niewiarowskiego. Wieś liczyła 985 mieszkańców, w tym 566 katolików, 393 prawosławnych i 10 Żydów. W 1915 r. właścicielem majątku był Jerzy Zdziechowski. Według spisu z 1921 r. wieś liczyła 1438 mieszkańców, w tym 193 Ukraińców i 32 Żydów, natomiast kolonia liczyła 776 mieszkańców, w tym 35 Żydów. Około 1930 r. wybudowano w Suchowoli murowaną szkołę. We wrześniu 1939 r. walczyła tu Krakowska Brygada Kawalerii, a po 22 września zgrupowanie kawalerii gen. Władysława Andersa. Podczas okupacji hitlerowskiej wieś była kilkakrotnie pacyfikowana. W nocy z 29 na 30 czerwca 1943 r. żołnierze oraz żandarmeria niemiecka otoczyli Suchowolę i zamordowali 8 osób. Wszystkich mężczyzn ze wsi wywieziono do obozu. W kilka dni później wysiedlono również kobiety, starców i dzieci, a wieś zasiedlili koloniści niemieccy. Zimą 1943/44 chronili się w Suchowoli koloniści z innych wiosek, uciekając przed polskimi partyzantami. 31 stycznia 1944 r. oddziały AK „Groma", „Podkowy" i „Norberta" skutecznie zaatakowały miejscowość obsadzoną przez niemieckich osadników, częściowo ją niszcząc. W 1968 r. wybuchł we wsi pożar, który pochłonął 21 budynków. Do 1954 r. istniała gmina Suchowola. 
Pierwsza wzmianka o cerkwi prawosławnej w Suchowoli pochodzi z roku 1531. Notują ją źródła przez resztę XVI i pocz. XVII wieku. W 1759 r. istniała tu drewniana unicka cerkiew parafialna pw. św. Jerzego Męczennika, która należała do dekanatu szczebrzeszyńskiego. W 1840 r. w skład unickiej parafii w Suchowoli wchodziły: Bondyrz, Boża Wola, Feliksówka, Hutków, Hutki, Kaczórki, Krasnobród, Rachodoszcze oraz Ruskie. Liczyła ona wtedy 259 parafian. W 1852 r. wybudowano w Suchowoli następną drewnianą cerkiew, odnowioną w 1868 r. kosztem rządu carskiego. W 1919 r. erygowano w Suchowoli parafię rzymskokatolicką pw. Przemienienia Pańskiego. Początkowo na kościół parafialny przeznaczono dawną cerkiew unicką (od 1875 r. prawosławną, a w 1938 r. rozebraną). W latach 1934–38 wybudowano w Suchowoli nowy, murowany kościół, częściowo zniszczony podczas II wojny światowej. Po odbudowaniu został konsekrowany 19 maja 1948 roku, przez biskupa lubelskiego Stefana Wyszyńskiego.

## Budynki użyteczności publicznej
Obecnie na terenie wsi znajdują się:
- kościół rzymskokatolicki pw. Przemienienia Pańskiego z lat 1934–1938
- Zespół Szkół (szkoła podstawowa, gimnazjum) im. Tadeusza Kościuszki
- ośrodek zdrowia
- lecznica
- biblioteka publiczna
- cmentarze: czynny rzymskokatolicki oraz nieczynny prawosławny[10]
- dom strażaka
- kilka sklepów spożywczych